# Shuzilow.HA
Shuzilow.HA（Shuzilow.H.A, シュウジロウ・ハ、本名：濱川 修二郎（はまかわ しゅうじろう）、1966年7月7日 - ）は、日本のアニメーター、ゲームデザイナー。兵庫県神戸市出身。
アニメーター活動時は濱川修二郎（浜川修二郎）名義、デザイナー活動時はShuzilow.HA名義を使い分け、初期の同人活動時においてはMIC名義も使っていた。
大阪のアニメーター集団アニメアール出身で、アニメアールの同期には黄瀬和哉、沖浦啓之、逢坂浩司等がおり、山本佐和子とは共同で同人誌も発刊している。
Shuzilow.HAが企画原案を務める『SoltyRei』では交流関係がよくわかる。『プラネテス』で監督を務めている谷口悟朗や『THE ビッグオー』の美術デザインの佐藤肇、共に関西出身である漫画家の園田健一、イラストレーターの村田蓮爾など交流の広さが見えるスタッフになっている。

## 来歴
- 1982年、アニメアールに入社。谷口守泰に師事する。
- 1989年、株式会社コナミに入社。「ツインビー」「パロディウス」シリーズの企画・キャラクターデザインを務め、カラー版権画の作画においては、絵具によるセル彩色・仕上げまでも行う。
- 1998年、Production I.Gに在籍。
- 2001年より、フリーデザイナーとして活動中。

## 参加作品

### 濱川修二郎・浜川修二郎名義
- 装甲騎兵ボトムズ （動画）
- 星銃士ビスマルク （原画）
- 蒼き流星SPTレイズナー （原画）
- ドリームハンター麗夢 （原画）
- シティーハンター （原画）
- 鎧伝サムライトルーパー （OP原画）
- ブラックマジック M-66 （作画監督補佐）
- Good Morningアルテア （原画）
- 機甲猟兵メロウリンク （原画）
- ナースウィッチ小麦ちゃんマジカルて （原画）
- 戦闘妖精雪風 （原画）
- THE ビッグオー 2nd Season （原画）
- プラネテス （原画）
- 舞-HiME （原画）
- カレイドスター （原画）
- 銀色の髪のアギト （原画）
- 最終兵器彼女 Another love song （原画）
- 巌窟王 （作画監督）
- NANA （原画）
- 精霊の守り人 （原画）
- ロミオ×ジュリエット （作画監督）
- 図書館戦争 （2008年、原画）
- 魍魎の匣 （2008年、原画）
- 宮本武蔵 -双剣に馳せる夢- （2009年、原画）
- ZETMAN （2012年、原画）
- アクセル・ワールド （2012年、原画）
- ONE PIECE エピソードオブルフィ 〜ハンドアイランドの冒険〜 （2012年、作画監督）
- ガッチャマン クラウズ （2013年、原画）
- ノブナガ・ザ・フール （2013年、原画）
- 革命機ヴァルヴレイヴ （2013年、原画）
- 夜桜四重奏 〜ヨザクラカルテット〜 （2014年、原画）
- ブレイドアンドソウル （2014年、原画）
- ジョジョの奇妙な冒険 スターダストクルセイダース （2014年、原画）
- DRAMAtical Murder （2014年、原画）
- マジンボーン （2014年、原画）
- 寄生獣 セイの格率 （2014年、原画）
- 一人之下 the outcast （2016年、作画監督）
- アクティヴレイド -機動強襲室第八係-セカンドシーズン（2016年、原画）
- ひるね姫 〜知らないワタシの物語〜 （2017年、原画）
- 銀の墓守り （2017年、原画）
- ネト充のススメ （2017年、原画）
- citrus （2018年、総作画監督補佐）
- ハイスクールD×D HERO （2018年、OP原画・原画）
- ひそねとまそたん（2018、原画）
- デジモンアドベンチャー tri. 第6章「ぼくらの未来」（2018、原画）
- はたらく細胞（2018、原画）
- フリクリ プログレ（2018、原画）
- 火ノ丸相撲（2018、原画）
- 女子高生の無駄づかい （2019年、作画監督）
- Z/X Code reunion （2019年、原画）
- 異種族レビュアーズ（2020年、メインアニメーター・原画）
- 見える子ちゃん（2021年、OP原画・原画）
- 異世界迷宮でハーレムを（2022年、ED原画・原画）
- 聖剣学院の魔剣使い（2023年、プロダクションデザイナー）
- 狼と香辛料 MERCHANT MEETS THE WISE WOLF（2024年、原画　OP1　OP2　 20話）

### Shuzilow.HA名義
- ツインビーシリーズ（キャラクターデザイン）
  - 出たな!!ツインビー （企画も担当）
  - Pop'nツインビー
  - ツインビー レインボーベルアドベンチャー
  - ツインビー ウィンビーの1/8パニック （作画監修も担当）
  - ツインビーPARADISE
  - ツインビーPARADISE2
  - ツインビー対戦ぱずるだま
  - ツインビーヤッホー! ふしぎの国で大あばれ!! （企画も担当）
  - 出たなツインビーヤッホー! DELUXE PACK
  - ツインビーミラクル 〜不思議なベルの大陸〜※発売中止
  - ツインビーPARADISE in どんぶり島
  - ツインビーPARADISE'99
  - ツインビー ポータブル （パッケージイラストも担当）
- パロディウスシリーズ （キャラクターデザイン）
  - 極上パロディウス 〜過去の栄光を求めて〜
  - セクシーパロディウス （企画も担当）
  - 究極パロディウス
  - パロディウス ポータブル （パッケージイラストも担当）
- ガイアポリス 〜黄金鷹の剣〜 （企画・キャラクターデザイン）
- バトルトライスト （企画・キャラクターデザイン）
- i-wish you were here- （作画監督）
- バス釣りしようぜ! ～トーナメントは戦略だ!～（キャラクターデザイン）
- キディ・グレイド （メカ作画監督）
- SoltyRei （企画・原案・キャラクターデザイン・総作画監督）
- ああっ女神さまっ それぞれの翼 （作画監督）
- ウィッチブレイド （作画監督）
- PS2版Fate/stay night[Realta Nua] （OP作画監督）
- 株トレーダー瞬 （キャラクターデザイン）
- ぼくらの （2007年、作画監督・原画）
- ドラゴノーツ -ザ・レゾナンス- （OP原画・原画）
- ロザリオとバンパイア （2008年、作画監督・原画）
- ドルアーガの塔 〜the Aegis of URUK〜 （2008年、作画監督）
- コードギアス 反逆のルルーシュR2 （2008年、作画監督補佐）
- BLASSREITER （作画監督）
- 鉄のラインバレル （原画）
- 真マジンガー 衝撃! Z編 （2009年、作画監督）
- きんぎょすくい iPhone/iPod Touchアプリ （2009年、グラフィックデザイン）
- アステリアの翼 （キャラクターデザイン）
- スチームパイロッツ （キャラクターデザイン）※発売中止

### OOBOKE　HAMAKAWA名義
- クライムファイターズ